# Faktorpreisausgleichstheorem
Das Faktorpreisausgleichstheorem (auch als Lerner-Samuelson-Theorem bekannt) besagt, dass ein freier internationaler Güterhandel (im Sinne eines Freihandels mit Endprodukten) unter bestimmten Bedingungen zu einem internationalen Ausgleich der Faktorpreise (insbesondere von Arbeit und Kapital) führt. Das Faktorpreisausgleichstheorem verdeutlicht also die Bedingungen, unter denen ein internationaler Ausgleich der Faktorpreisrelationen im freien Außenhandel erfolgt. Das Theorem geht auf die US-Ökonomen Abba P. Lerner und Paul A. Samuelson (Nobelpreis für Wirtschaftswissenschaften 1970) zurück. Es ist ein wesentlicher Bestandteil der klassischen Außenhandelstheorie und baut auf den Erkenntnissen des Heckscher-Ohlin-Modells auf.

## Entstehungsgeschichte
Eine erste vage Formulierung des Theorems erfolgte 1919 durch Eli Filip Heckscher, der sich in seiner Arbeit mit dem Einfluss des Handels auf die Faktorpreise befasste. Bertil Ohlin hat 1933 Heckschers Theorie mit der der Allgemeinen Gleichgewichtstheorie verbunden. Damit hat er eine größere Klarheit bezüglich der grundsätzlichen Zusammenhänge geschaffen. Denn der Bezug auf die Allgemeine Gleichgewichtstheorie lässt das Problem der Faktorpreisbildung und vor allem die Faktormengen oder Faktorproportionen als exogene Größen in den Vordergrund rücken. Daraus ergibt sich bei Ohlin eine viel klarere Fragestellung als bei Heckscher. Eine erste präzise Formulierung gelang Abba P. Lerner im Jahre 1933. Lerner legte in seiner Arbeit die Voraussetzungen des „2x2-Heckscher-Ohlin-Modells“ (2 Güter, 2 Länder) zu Grunde sowie den Faktorpreisausgleich. Ohlin bestritt einen solchen vollständigen Faktorpreisausgleich, wenn er auch dessen Angleichung hervorhob. Er wurde unterstützt von Ellsworth, der ebenfalls einen vollständigen Ausgleich jener Faktorpreisverhältnisse im Außenhandelsgleichgewicht 1938 als "unmöglich" abtat. Deshalb begann die eigentliche Geschichte des Theorems Ende der 40er Anfang der 50er Jahre mit Paul A. Samuelson. Samuelson ist dieses Problem exakt angegangen und kam zu dem Schluss, dass unter den Modell-Voraussetzungen von Heckscher und Ohlin ein Faktorpreisausgleich notwendig folge. In der bereits 1933 konzipierten, von Samuelson 1949 wiederentdeckten Seminararbeit von Abba P. Lerner wurde der Faktorpreisausgleich analysiert und auch durch bestimmte produktionstechnische Elemente erweitert, die dem Heckscher-Ohlin-Theorem allerdings entgegenstehen. Die allgemeine Formulierung des traditionellen Ansatzes erfolgte durch McKenzie 1955, der wohlfahrtstheoretische Ansatz stammt von Uzawa aus dem Jahr 1959. Wiederentdeckt wurde das Theorem durch Dixit & Norman 1980.

## Alternative Definitionen
Das Faktorpreisausgleichstheorem wurde in seiner geschichtlichen Entwicklung von einer Vielzahl von Ökonomen aufgegriffen und weiterentwickelt. Es gibt daher keine alternativen Definitionen für dieses Theorem. Jedoch kann man seine Entwicklung sehr gut nachvollziehen: von Argumentationen in Bezug auf den {\displaystyle 2\times 2} Fall (2 Güter und 2 Faktoren) über Erklärungen des {\displaystyle 2\times 2\times 2} Falls (2 Güter, 2 Faktoren und 2 Länder) bis hin zum {\displaystyle n\times m\times l} Fall ({\displaystyle n} Güter, {\displaystyle m} Faktoren und {\displaystyle l} Länder).

## Prämissen
Wie jede Theorie, legt auch das Faktorpreisausgleichstheorem Prämissen zugrunde. Es gibt im Modell keine Transportkosten, keine Handelshemmnisse, keine Spezialisierung, flexible Güter- und Faktorpreise, perfekte Faktormobilität und vollkommene Konkurrenz. Ergebnis ist auf den Faktormärkten beispielsweise die Lohnkonvergenz.

## Einordnung und Bedeutung
Ein kapitalreiches Land exportiert kapitalintensive Güter oder Dienstleistungen und importiert arbeitsintensive Güter. Als Folge wird die Erzeugung von kapitalintensiven Gütern erhöht und die von arbeitsintensiven abnehmen. Während der steigenden Produktion von kapitalintensiven Gütern erhöht sich die Kapitalnachfrage, um die Produktion weiterhin sicherzustellen. Die erhöhte Kapitalnachfrage führt zu einer Erhöhung der Zinsen. Der Zinssatz ist der Preis des Kapitals. Es gilt folglich gemäß dem Faktorpreisausgleichstheorem: Steigt die Nachfrage nach Kapital, steigt auch dessen Preis. Da die Erzeugung arbeitsintensiver Güter, bedingt durch die Importmöglichkeit sinkt, schrumpft die Arbeitsnachfrage und infolgedessen sinken die Löhne.
Umgekehrtes gilt für ein arbeitsreiches Land. Es exportiert arbeitsintensive Güter und importiert kapitalintensive Güter. Die Erzeugung von arbeitsintensiven Gütern wird erhöht, die der kapitalintensiven Güter wird reduziert. Durch die erhöhte Produktion der arbeitsintensiven Güter wächst die Arbeitsnachfrage. Die Folge daraus sind steigende Löhne. Die sinkende Produktion von kapitalintensiven Gütern aufgrund der Importmöglichkeit führt zu einem Rückgang der Kapitalnachfrage. Daraufhin sinken die Zinsen.
Wenn bestimmte Voraussetzungen erfüllt sind, muss bei freiem Außenhandel der Preis eines beliebigen Produktionsfaktors im Inland dem Preis des gleichen Faktors im Ausland entsprechen, auch wenn die internationale Faktormobilität der Produktionsfaktoren nicht gewährleistet ist. Die Beweglichkeit der Güter wäre dann ein voller Ersatz für die Beweglichkeit der Produktionsfaktoren.
Damit ein Faktorpreisausgleich stattfinden kann, müssen beide Güter, auch nach Aufnahme vom Außenhandel, produziert werden. Es müssen zudem Folgende Voraussetzungen erfüllt sein:
- In beiden Märkten herrscht vollständige Konkurrenz auf dem Güter- und Faktorenmärkten;
- Es existieren keine Transport- und Handelshemmnisse;
- Die Menge der Produktionsfaktoren bleibt konstant; internationale Bewegungen von Boden und Arbeit sind ausgeschlossen, während innerhalb eines einzelnen Landes völlige Faktormobilität gewährleistet ist;
- Die Faktorausstattung ist in beiden Ländern identisch;
- Gut 1 und Gut 2 werden in beiden Ländern unter den gleichen technischen Bedingungen hergestellt;
- Die Güter können eindeutig nach ihren Faktorintensitäten klassifiziert werden ({\displaystyle Arbeit>Kapital=arbeitsintensiv});
- Die Produktionsfaktoren sind linear-homogen; es gilt also die Annahme konstanter Niveaugrenzprodukte, während die partiellen Grenzprodukte abnehmen.

## Modellbeispiel
Um das Faktorpreisausgleichstheorem verständlicher darzustellen, wird im Folgenden ein fiktives und modelltheoretisches Beispiel angeführt.
Es gelten folgende Annahmen:
- Es existieren genau zwei Länder. Land A und Land B.
- Beide Länder produzieren genau 2 Güter. PKW und Orangen.
- Beide Länder sind technologisch auf demselben Stand.
- Land A ist ein kapitalreiches Land, während Land B ein arbeitsreiches Land ist.
- Es herrscht Freihandel ohne Transportkosten oder sonstige Einschränkungen.

Nun stellt sich die Frage, wieso sich die Faktorpreise beider Länder ausgleichen sollten.
Land A besitzt in der PKW-Produktion einen komparativen Vorteil gegenüber Land B, während Land B einen komparativen Vorteil beim Anbau von Orangen besitzt. Man kann hier Land A als Hochlohnland und Land B als Niedriglohnland bezeichnen.
Land A produziert also die kapitalintensiven PKW und exportiert sie nach Land B. Somit wird auch der Faktor Kapital indirekt exportiert. Dies führt in Land A zu einer erhöhten Nachfrage nach Kapital, was wiederum steigende Preise und damit steigende Zinsen zur Folge hat. Da Land A die arbeitsintensiven Orangen aus Land B importiert und sie nicht selbst herstellt, sinkt die Arbeitsnachfrage und somit auch die Löhne. Diese passen sich nun an die niedrigeren Löhne in Land B an.
Land B wird die im eigenen Land angebauten arbeitsintensiven Orangen nach Land A exportieren. Der Faktor Arbeit wird somit indirekt nach Land A exportiert. Dies führt in Land B zu einer erhöhten Nachfrage nach Arbeit, was wiederum steigende Preise und damit steigende Löhne zur Folge hat. Diese Löhne passen sich nun an die höheren Löhne des Landes A an. Weil Land B die kapitalintensiven PKW aus Land A importiert und sie nicht selbst produziert, sinkt die Kapitalnachfrage und somit auch die Zinsen.
Folglich kommt es modelltheoretisch zu einem völligen Ausgleich von Zins und Lohn, also der Faktorpreise, beider Länder.

## Empirische Untersuchung

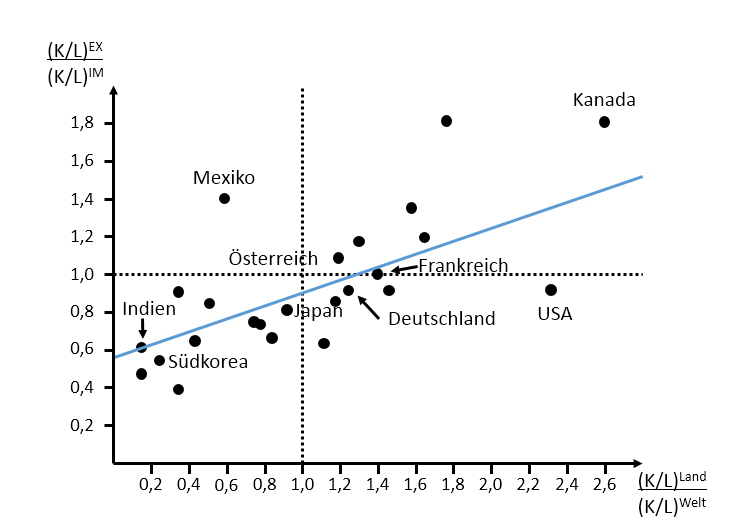
Grafische Darstellung des Faktorpreisausgleichs; wobei K = Produktionsfaktor Kapital und L = Produktionsfaktor Arbeit ist. EX und IM stehen jeweils für Export und Import.

Im Folgenden soll aufgezeigt werden, dass sich die Kernaussagen des Heckscher-Ohlin-Samuelson-Modells, zum Handelsmuster und zum Faktorpreisausgleich, auch in den Daten widerspiegeln. Hierzu wurde bereits im Jahr 1965 durch Gary Hufbauer eine empirische Untersuchung durchgeführt und durch William R. Cline im Jahr 1993 bestätigt. Essentiell für den Faktorpreisausgleich ist die Tatsache, dass kapitalreiche Länder kapitalreiche Güter exportieren und arbeitsreiche Länder arbeitsreiche Güter exportieren. Die beiden Länder Mexiko und USA zeigen ein untypisches Verhalten auf, und dieses Phänomen wurde zumindest bei den USA nach seinem Entdecker Wassily Leontief benannt, dem Leontief-Paradoxon. Hierzu existiert eine Vielzahl von Erklärungsversuchen zur Nichteinhaltung der theoretischen Vorhersage.
Kritisiert wird insbesondere, die Nichtberücksichtigung weiterer Produktionsfaktoren wie beispielsweise die Unterscheidung in qualifizierte und unqualifizierte Arbeiter. Ebenso sind teilweise erhebliche Unterschiede in den Produktionstechnologien zu deren Handelspartnern ersichtlich.

## Kritische Würdigung
Das Faktorpreisausgleichstheorem basiert auf den bereits genannten Annahmen, die jedoch nicht allgegenwärtig sind und lediglich in einer idealen Welt – aber nicht in der Realität – existieren.
Gründe für ein Versagen des Theorems:
- Technologische Unterschiede;
- nicht jedes Land produziert gleiche Güter (Orangen / PKW);
- es existieren mehr als 2 Länder, wodurch eine bilaterale Betrachtung nicht möglich ist, sondern eine multilaterale; → Dennoch denkbar durch einen Land-Welt-Vergleich, anstelle eines Land-Land-Vergleichs;
- Außenhandel hat nicht immer Auswirkung auf die Faktorpreise;
- Nachbarländer befinden sich zumeist auf dem gleichen Niveau (Technologie, Bildung etc.);
- Zölle und Einfuhrrestriktionen können einen negativen Einfluss auf den Faktorpreisausgleich haben (Weiterführend: Stolper-Samuelson-Theorem).

Zwar ist einerseits eine Annäherung der Faktorpreise zu beobachten, andererseits unterscheiden sich die Löhne jedoch zum Teil massiv. Im Vergleich Deutschland und Südkorea liegen diese Lohnunterschiede im Produktionsbereich beim Zehnfachen und im Dienstleistungsbereich noch beim Achtfachen. Selbst bei einem Vergleich zwischen Deutschland und Frankreich sind die Löhne im Dienstleistungssektor zwar nahezu identisch, jedoch sind diese in der Produktion 20 % höher. Der Hauptgrund ist hierfür insbesondere in der Technologie (Ausbildung / Qualifizierung) zu suchen (Stand 2011).
Auch die Arbeitskosten im verarbeitenden Gewerbe unterliegen im weltweiten Vergleich zueinander enormen Schwankungen und entsprechen nicht den Vorhersagen des Faktorpreisausgleichstheorems. Während eine Arbeitsstunde in Polen 8,25 USD kostet, so kostet diese in Deutschland 45,79 USD (Stand 2015).(Arbeitskosten im Verarbeitenden Gewerbe. Abgerufen am 17. Juni 2015.)